# Peblephaeus ishigakianus
Peblephaeus ishigakianus är en skalbaggsart som först beskrevs av Yokoyama 1971.  Peblephaeus ishigakianus ingår i släktet Peblephaeus och familjen långhorningar. Inga underarter finns listade i Catalogue of Life.